# Koinawa Village
Koinawa Village är en ort i Kiribati.   Den ligger i örådet Abaiang och ögruppen Gilbertöarna, i den norra delen av landet, 60 km norr om huvudstaden Tarawa. Koinawa Village ligger 9 meter över havet och antalet invånare är 453.
Terrängen runt Koinawa Village är mycket platt.  Närmaste större samhälle är Tuarabu Village, 9,4 km sydost om Koinawa Village. 